# Kirchberg in Tirol
Kirchberg in Tirol ist eine Gemeinde mit 5320 Einwohnern (Stand 1. Jänner 2024) im Brixental, inmitten der Kitzbüheler Alpen (Tirol, Österreich). Der Ort liegt auf 837 m ü. A. Die Gemeinde liegt im Gerichtsbezirk Kitzbühel.

## Geografie
Die Gemeinde liegt an der Einmündung des Spertentals in das Brixental, nahe Kitzbühel und Brixen im Thale.
Der Ort liegt direkt auf der Talwasserscheide (828 m ü. A.) zwischen dem Leukental im Osten und dem Brixental im Westen.

### Ortsteile der Gemeinde
Die Besiedlung besteht neben dem Hauptort aus verstreuten Weilern und Höfen.
Die Ortsteile von Kirchberg sind:
- Aschau im Spertental
- Bockern
- Brandseite
- Gründau
- Issbühel
- Katzendorf
- Klausen
- Kleinseite
- Krinberg
- Reiserer
- Rettenbach
- Sonnberg
- Spertendorf (Kirchberg-Nord)[3]
- Usterberg
- Wötzing
- Zeinlach

### Nachbargemeinden
Zwei der acht Nachbargemeinden liegen im Salzburger Bezirk Zell am See (ZE), eine weitere im Bezirk Kufstein (KU).
| Brixen im Thale                  | Ellmau (KU)                                 | Reith bei Kitzbühel |
| Westendorf                       | Kompassrose, die auf Nachbargemeinden zeigt | Kitzbühel           |
| Neukirchen am Großvenediger (ZE) | Bramberg am Wildkogel (ZE)                  | Jochberg            |

## Geschichte
Älteste Spuren für die Besiedlung Kirchbergs gehen in die vorgeschichtliche Zeit zurück, nämlich in die jüngere Bronzezeit (1100–900 v. Chr.). Um die Mitte des 6. Jahrhunderts begann die Landnahme durch die Bayern.
902 übertrug der königliche Amtsträger Rodolt das „Prihsnatala“ an das Hochstift Regensburg, die das Brixental durch Vögte verwalten ließen. 1241 wird Sperten als Bezeichnung des Dorfes unter dem Chirchberg erstmals genannt. 1333 wird von der „Gemeinschaft und gemeiniklichen allen Pfarrvolk von Sperten“ gesprochen.
1377 verpfändete Bischof Konrad von Regensburg das Brixental mit Kirchberg an Bischof Friedrich von Chiemsee. 1380 verkaufte er es gegen Zahlung von 18.000 ungarischen Gulden mit dem Vorbehalt eines Rückkaufes und 1385 gegen eine Zahlung von weiteren 8.000 ungarischen Gulden für immer an den Erzbischof von Salzburg.
1816 wurde das Brixental und damit auch Kirchberg Teil von Tirol.

### Bevölkerungsentwicklung

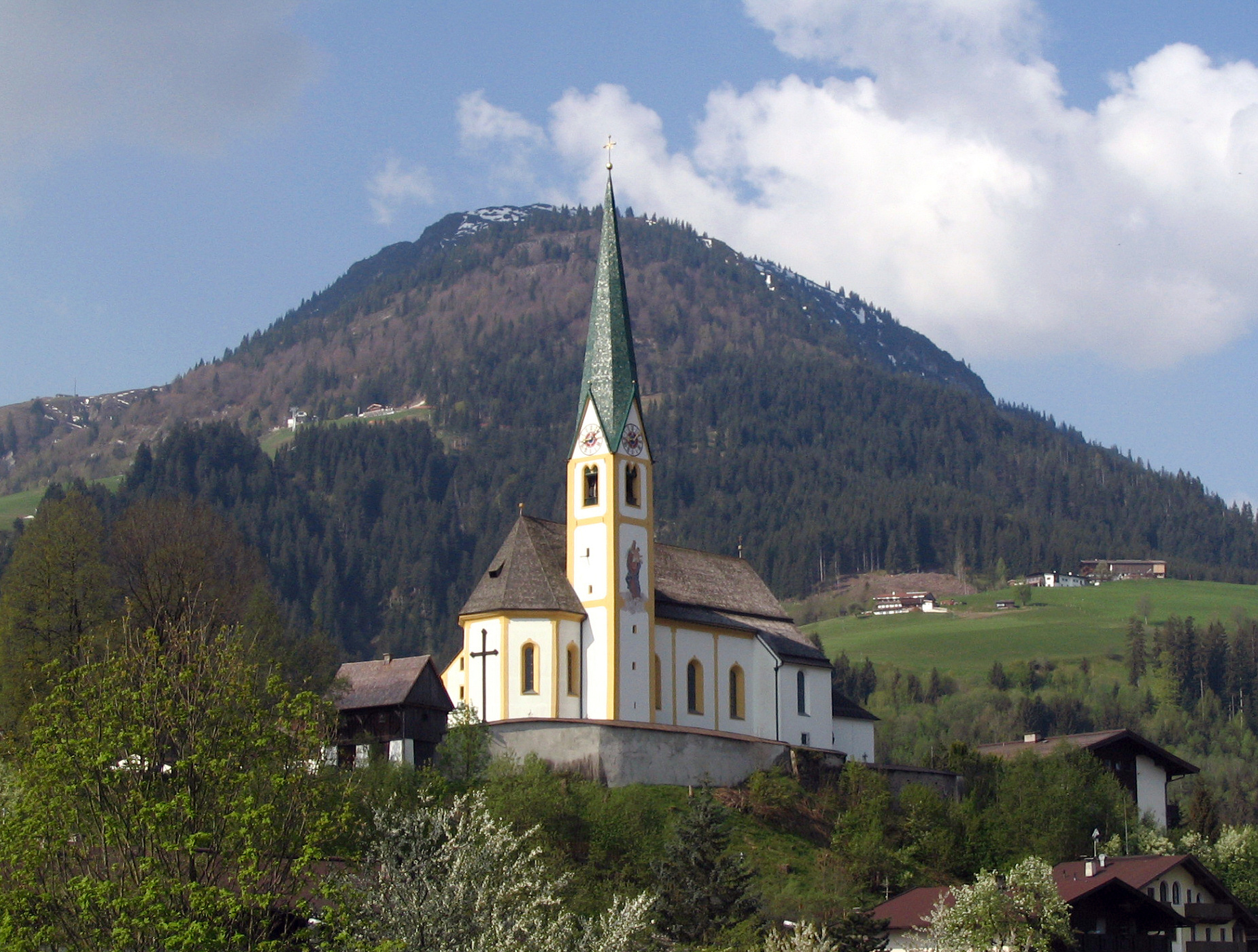
Pfarrkirche von Kirchberg, dahinter der Gaisberg

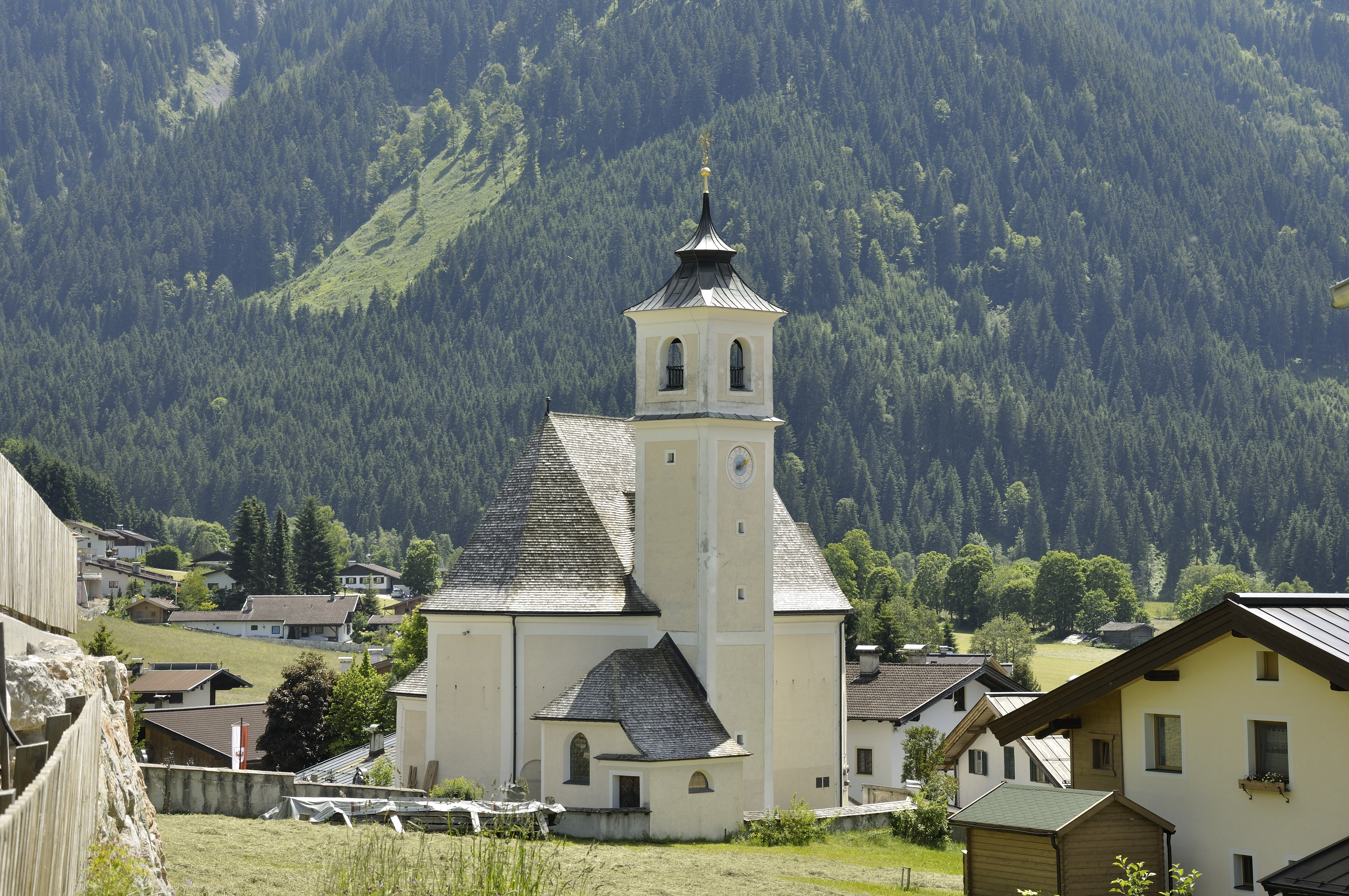
Expositurkirche in Aschau

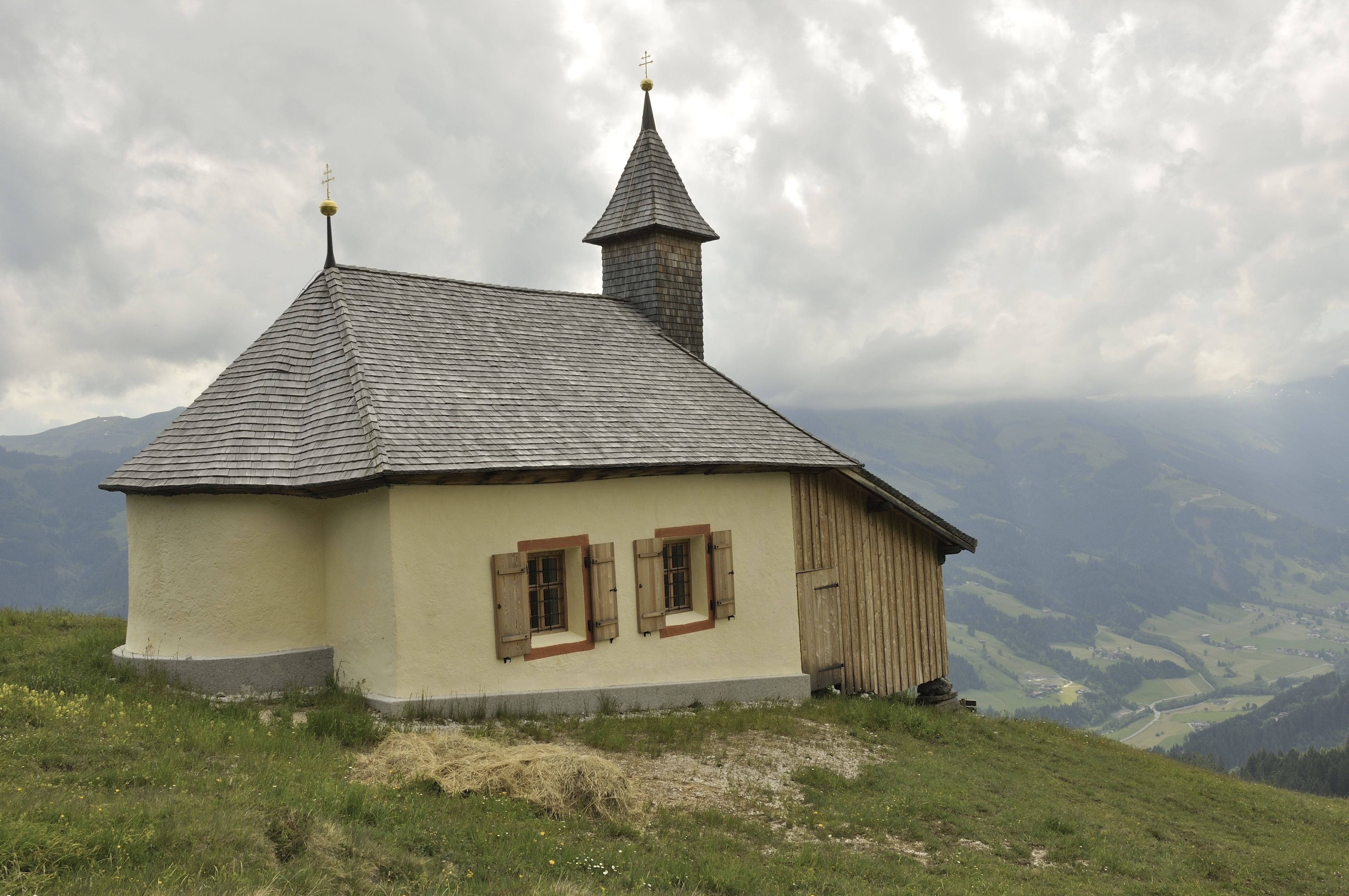
Kapelle am Harlassanger

EinwohnerJahr1000200030004000500060001860189019201950198020102040EinwohnerEinwohnerentwicklung von Kirchberg in Tirol

## Kultur und Sehenswürdigkeiten
- Pfarrkirche Kirchberg in Tirol
- Filialkirche Aschau
- Kapelle am Harlassanger

### Veranstaltungen
- International Winterschool on Electronic Properties of Novel Materials, 4.–11. März 2017[5]
- Cordial Cup (Jugendfußballturnier), jährlich im Mai[6]
- Brixentaler Antlassritt, jährlich an Fronleichnam[7]
- KitzAlpBike Festival, jährlich im Juni[8]
- Kirchberger Dorffest, jährlich im Juli (letzter Samstag im Juli)
- Kirchberger Blumencorso, jährlich am 15. August[9]
- Internationales Oldtimertreffen, jährlich im August[10]
- Tirol Ballon Cup (TBC), jährlich im September
- Almabtrieb und Almfest, jährlich im September[11]
- Pferderennen auf der Trabrennbahn am Stöcklfeld (diverse)

## Wirtschaft und Infrastruktur
Wirtschaftlich bedeutend ist vor allem der zweisaisonale Tourismus.
Die Liftanlagen in Kirchberg gehören zur Bergbahn Kitzbühel.

### Verkehr
Kirchberg in Tirol liegt an der Brixentalstraße B 170 von Wörgl nach Kitzbühel. In den Jahren 1997/98 wurde eine Umfahrungsstraße mit zwei Tunneln gebaut, 2001 wurde das Dorfzentrum durch einen Kreisverkehr an die Umfahrung angebunden. Seit den 1980er Jahren gibt es ein Parkhaus mit vier unterirdischen Etagen.
Kirchberg ist über einen Bahnhof der Salzburg-Tiroler-Bahn erreichbar.
Von Anfang Mai 2020 bis Dezember 2021 wurde der Bahnhof modernisiert.

### Bildung
Für die Bildung der Jugend gibt es in Kirchberg vier Kindergärten, je eine Volksschule in Kirchberg und in Aschau sowie eine Mittelschule.

## Politik

### Gemeinderat und Gemeindevorstand
Der Gemeinderat hat 17 Mitglieder. 
| Partei                                                                                        | 2022             | 2022             | 2016             | 2016             | 2010             | 2010             |
| Partei                                                                                        | %                | Mandate          | %                | Mandate          | %                | Mandate          |
| --------------------------------------------------------------------------------------------- | ---------------- | ---------------- | ---------------- | ---------------- | ---------------- | ---------------- |
| Kirchberg neu denken - gemeinsam mit Peter Schweiger (NEU)                                    | 43,07            | 8                | nicht kandidiert | nicht kandidiert | nicht kandidiert | nicht kandidiert |
| Team Kirchberg mit Bgm Helmut Berger (TEAM BGM)                                               | 32,13            | 6                | nicht kandidiert | nicht kandidiert | nicht kandidiert | nicht kandidiert |
| Menschen Freiheit Grundrechte (MFG)                                                           | 9,56             | 1                | nicht kandidiert | nicht kandidiert | nicht kandidiert | nicht kandidiert |
| NEOS Kirchberg für Transparenz - Innovation - Bürgerservice (NEOS)                            | 8,41             | 1                | nicht kandidiert | nicht kandidiert | nicht kandidiert | nicht kandidiert |
| Sichere Zukunft Kirchberg & FPÖ                                                               | 6,83             | 1                | 06,10            | 1                | nicht kandidiert | nicht kandidiert |
| Gemeinsam für Kirchberg - Wahlbündnis der Sozialdemokraten und parteiunabhängigen Kirchberger | nicht kandidiert | nicht kandidiert | 37,73            | 6                | 29,70            |                  |
| Unser Kirchberg                                                                               | nicht kandidiert | nicht kandidiert | 31,45            | 6                | 22,12            |                  |
| Dei Hoamat Tourismus - Wirtschaft - Umwelt                                                    | nicht kandidiert | nicht kandidiert | 24,72            | 4                | nicht kandidiert | nicht kandidiert |
| Kirchberg Zuerst, Wirtschaft-Arbeit-Umwelt                                                    | nicht kandidiert | nicht kandidiert | nicht kandidiert | nicht kandidiert | 23,32            |                  |
| Bürgermeisterliste Ewald Haller, Tourismus-Wirtschaft-Arbeit                                  | nicht kandidiert | nicht kandidiert | nicht kandidiert | nicht kandidiert | 20,66            |                  |
| Junge freiheitliche Liste                                                                     | nicht kandidiert | nicht kandidiert | nicht kandidiert | nicht kandidiert | 04,20            |                  |

Der Gemeindevorstand besteht aus Bürgermeister Helmut Berger, 1. Bgm.-Stv. Josef Eisenmann, 2. Bgm.-Stv. Ing. Manuel Pichler, GV Peter Schweiger und GV Martin Aschaber.

### Bürgermeister
- 1956–1976 Herbert Paufler (ÖVP)
- 1976–2003 Herbert Noichl (ÖVP)
- 2003–2010 Ewald Haller (ÖVP)
- seit 2010 Helmut Berger (SPÖ)

Die letzten Bürgermeisterwahlen fanden gleichzeitig mit den Gemeinderatswahlen am 27. Februar 2022 statt. Dabei wurde Helmut Berger als Bürgermeister bestätigt. Angetreten war er gegen Peter Schweiger von der Liste Kirchberg neu denken.

### Wappen
Blasonierung: In Blau auf einem schwarzen Dreiberg eine eintürmige, weiße, schwarz gedeckte Kirche.
Das 1968 verliehene Gemeindewappen symbolisiert mit einer Kirche auf einem Berg als redendes Wappen den Gemeindenamen.

## Persönlichkeiten

### Söhne und Töchter der Gemeinde
- Kaspar Benedikt Hagleitner (1779–1836), Geistlicher und Tiroler Freiheitskämpfer
- Sepp Kals (1911–1981), Bildhauer
- Rosa Gföller (1921–2001), Politikerin (ÖVP) und Beamtin
- Jakob Auer (* 1948), Politiker (ÖVP)
- Brigitte Kerscher-Schroll (* 1955), ehemalige Alpin-Ski-Rennläuferin
- Barbara Stöckl (* 1956), Skilangläuferin
- Josef Spindelböck (* 1964), Theologe
- Katharina Gutensohn (* 1966), ehemalige Alpin-Ski-Rennläuferin
- Claudia Hagsteiner (* 1970), Abgeordnete zum Tiroler Landtag
- Thomas Schmid (* 1975), Funktionär von öffentlichen Unternehmen der Republik
- Elisabeth Osl (* 1985), Mountainbike-Fahrerin
- Jessica Depauli (* 1991), ehemalige Alpin-Ski-Rennläuferin
- Dajana Dengscherz (* 1996), Alpin-Skirennläuferin

### Mit der Gemeinde verbundene Persönlichkeiten
- Matthias Ortner (1877–1960), Militärseelsorger
- Johann Reitmeier (1888–1977), Missionar
- Herbert Jordan (* 1929), Mundartdichter
- Felix Mitterer (* 1948), Dramatiker
- Alexander Dibelius (* 1959), Finanzmanager
- Christoph W. Bauer (* 1968), Schriftsteller
- Linus Straßer (* 1992), Alpin-Ski-Rennläufer[22]
- Lindsey Vonn (* 1984), Alpin-Ski-Rennläuferin
- David Alaba (* 1992), Fußballer